# Узбекистан на Светском првенству у атлетици на отвореном 2017.
Узбекистан је учествовао на Светском првенству у атлетици на отвореном 2017. одржаном у Лондону од 4. до 13. августа. У дванаестом самосталном учешћу на светским првенствима у дворани, репрезентацију Узбекистана представљала су 2 атлетичарке које су се такмичиле у 2 дисциплине.,
На овом првенству такмичарке Узбекистана нису освојиле ниједну медаљу али су обориле један национални и један лични рекорд.

## Учесници
Жене:
- Ситора Хамидова — 10.000 м
- Надија Душанова - Скок увис

## Резултати

### Жене
| Атлетичарка     | Дисциплина | Лични рекорд | Квалификације | Квалификације | Финале                | Финале       | Детаљи |
| Атлетичарка     | Дисциплина | Лични рекорд | Резултат      | Место         | Резултат              | Место        | Детаљи |
| --------------- | ---------- | ------------ | ------------- | ------------- | --------------------- | ------------ | ------ |
| Ситара Хамидова | 10.000 м   | 31:57,77 НР  |               |               | 31:57,42 НР, ЛР       | 18 / 31 (33) |        |
| Надија Душанова | Скок увис  | 1,98 НР      | 1,85          | 12. у гр. Б   | Није се квалификовала | 9 / 28 (30)  |        |